# Lignéville
Lignéville est une commune française située dans le département des Vosges, en région Grand Est.

## Géographie

### Localisation
La commune est à 3,9 km de Vittel et 4,2 de Saint-Baslemont.

### Géologie et relief
Le ruisseau de Belle Fontaine se situe dans la Zone naturelle d'intérêt écologique, faunistique et floristique.
Le Haut Plateau qui a la particularité d’intégrer le périmètre de protection des Sources de Vittel-Contrexéville.

### Sismicité
Commune située dans une zone 2 de sismicité faible.

### Hydrographie et les eaux souterraines
Hydrogéologie et climatologie : Système d’information pour la gestion des eaux souterraines du bassin Rhin-Meuse :
Territoire communal : Occupation du sol (Corinne Land Cover); Cours d'eau (BD Carthage),
Géologie : Carte géologique; Coupes géologiques et techniques,
 Hydrogéologie : Masses d'eau souterraine; BD Lisa; Cartes piézométriques.

#### Réseau hydrographique
La commune est située pour partie dans le bassin versant de la Meuse au sein du bassin Rhin-Meuse et pour partie dans le bassin versant de la Saône au sein du bassin Rhône-Méditerranée-Corse. Elle est drainée par le ruisseau de Belle Fontaine,.

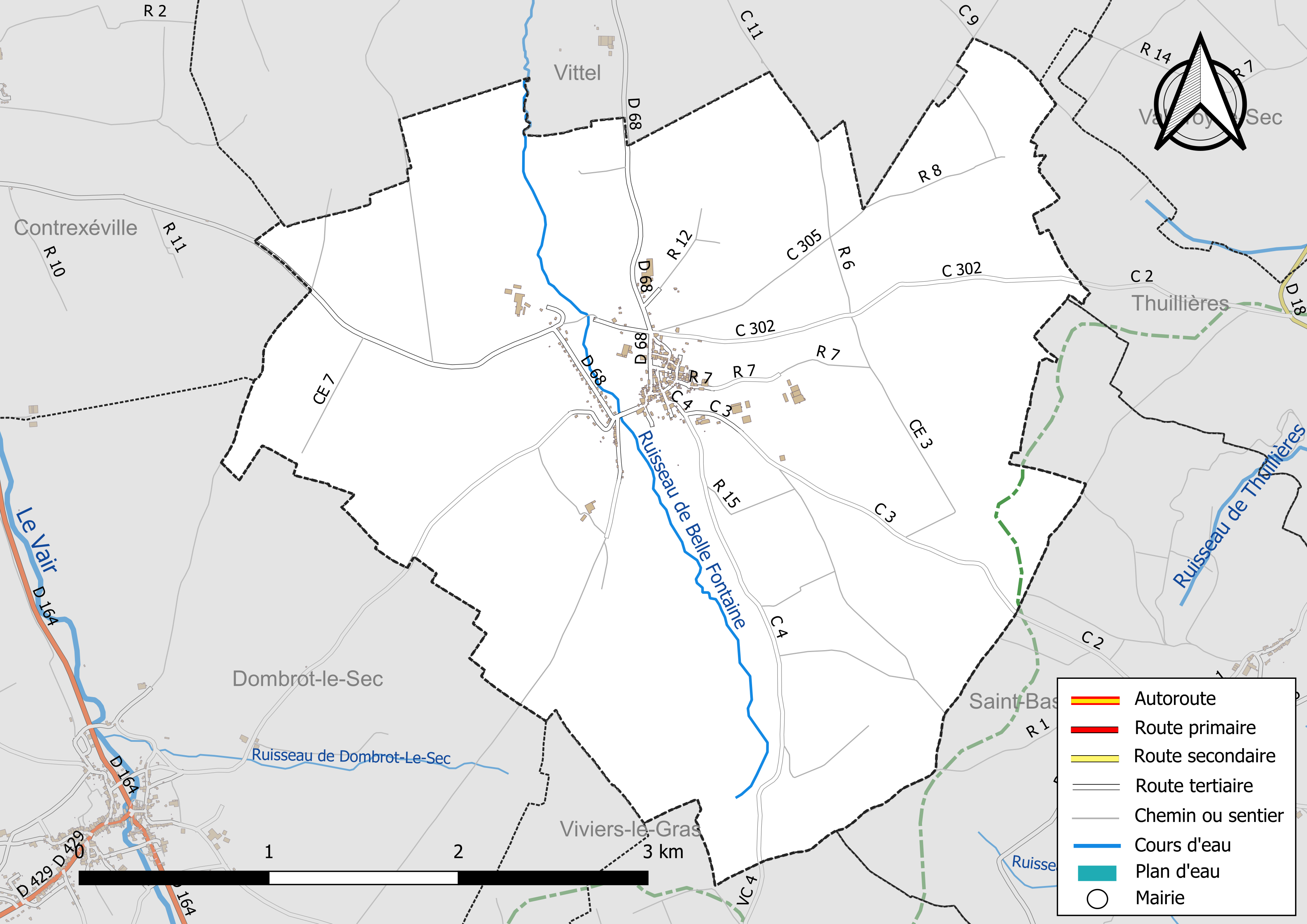
Réseaux hydrographique et routier de Lignéville.

#### Gestion et qualité des eaux
Le territoire communal est couvert par le schéma d'aménagement et de gestion des eaux (SAGE) « Nappe des Grès du Trias Inférieur ». Ce document de planification, dont le territoire comprend le périmètre de la zone de répartition des eaux de la nappe des Grès du trias inférieur (GTI), d'une superficie de 1 497 km2, est en cours d'élaboration. L’objectif poursuivi est de stabiliser les niveaux piézométriques de la nappe des GTI et atteindre l'équilibre entre les prélèvements et la capacité de recharge de la nappe. Il doit être cohérent avec les objectifs de qualité définis dans les SDAGE Rhin-Meuse et Rhône-Méditerranée. La structure porteuse de l'élaboration et de la mise en œuvre est le conseil départemental des Vosges.
La qualité des eaux de baignade et des cours d’eau peut être consultée sur un site dédié géré par les agences de l’eau et l’Agence française pour la biodiversité.

### Climat
Pour des articles plus généraux, voir Climat du Grand Est et Climat des Vosges.
En 2010, le climat de la commune est de type climat de montagne, selon une étude du Centre national de la recherche scientifique s'appuyant sur une série de données couvrant la période 1971-2000. En 2020, Météo-France publie une typologie des climats de la France métropolitaine dans laquelle la commune est exposée à un climat océanique altéré et est dans la région climatique  Lorraine, plateau de Langres, Morvan, caractérisée par un hiver rude (1,5 °C), des vents modérés et des brouillards fréquents en automne et hiver. 
Pour la période 1971-2000, la température annuelle moyenne est de 9,3 °C, avec une amplitude thermique annuelle de 16,8 °C. Le cumul annuel moyen de précipitations est de 977 mm, avec 13,1 jours de précipitations en janvier et 9,5 jours en juillet. Pour la période 1991-2020, la température moyenne annuelle observée sur la station météorologique installée sur la commune est de 10,3 °C et le cumul annuel moyen de précipitations est de 856,3 mm. 
La température maximale relevée sur cette station est de 38,7 °C, atteinte le 25 juillet 2019 ; la température minimale est de −17,5 °C, atteinte le 20 décembre 2009,,. 
| Mois                                  | jan.           | fév.          | mars           | avril         | mai           | juin          | jui.          | août          | sep.          | oct.          | nov.          | déc.           | année      |
| ------------------------------------- | -------------- | ------------- | -------------- | ------------- | ------------- | ------------- | ------------- | ------------- | ------------- | ------------- | ------------- | -------------- | ---------- |
| Température minimale moyenne (°C)     | −1             | −0,6          | 1,7            | 5,1           | 8,3           | 12,1          | 13,8          | 13,6          | 10,2          | 7             | 3,3           | 0,2            | 6,1        |
| Température moyenne (°C)              | 1,3            | 2,4           | 6              | 10,2          | 13,3          | 17,5          | 19,3          | 18,8          | 15,2          | 10,7          | 5,9           | 2,4            | 10,3       |
| Température maximale moyenne (°C)     | 3,6            | 5,4           | 10,3           | 15,3          | 18,4          | 23            | 24,7          | 24            | 20,2          | 14,4          | 8,5           | 4,6            | 14,4       |
| Record de froid (°C) date du record   | −12,9 10.01.03 | −15 07.02.12  | −13,9 01.03.05 | −6,9 08.04.03 | −0,2 05.05.19 | 2,9 05.06.09  | 6,4 02.07.11  | 6,3 11.08.16  | 1,6 25.09.02  | −4,9 29.10.12 | −9,9 30.11.10 | −17,5 20.12.09 | −17,5 2009 |
| Record de chaleur (°C) date du record | 14,2 01.01.23  | 20,2 27.02.19 | 23,7 31.03.21  | 27,6 21.04.18 | 30,2 24.05.09 | 35,4 26.06.19 | 38,7 25.07.19 | 37,8 09.08.03 | 32,3 16.09.20 | 26,1 08.10.23 | 20,9 07.11.15 | 15,5 17.12.19  | 38,7 2019  |
| Ensoleillement (h)                    | 579            | 849           | 163            | 2 009         | 2 163         | 2 362         | 252           | 2 222         | 1 908         | 115           | 625           | 468            | 18 483     |
| Précipitations (mm)                   | 73             | 62            | 59,5           | 52,2          | 78,6          | 77,8          | 66            | 74,4          | 60,4          | 90,7          | 80,6          | 81,1           | 856,3      |

| Diagramme climatique                                  |           |             |             |             |            |            |            |              |           |            |            |
| J                                                     | F         | M           | A           | M           | J          | J          | A          | S            | O         | N          | D          |
| 3,6−173                                               | 5,4−0,662 | 10,31,759,5 | 15,35,152,2 | 18,48,378,6 | 2312,177,8 | 24,713,866 | 2413,674,4 | 20,210,260,4 | 14,4790,7 | 8,53,380,6 | 4,60,281,1 |
| Moyennes : • Temp. maxi et mini °C • Précipitation mm |           |             |             |             |            |            |            |              |           |            |            |

Les paramètres climatiques de la commune ont été estimés pour le milieu du siècle (2041-2070) selon différents scénarios d'émission de gaz à effet de serre à partir des nouvelles projections climatiques de référence DRIAS-2020. Ils sont consultables sur un site dédié publié par Météo-France en novembre 2022.

## Urbanisme

### Typologie
Au 1er janvier 2024, Lignéville est catégorisée commune rurale à habitat dispersé, selon la nouvelle grille communale de densité à sept niveaux définie par l'Insee en 2022.
Elle est située hors unité urbaine. Par ailleurs la commune fait partie de l'aire d'attraction de Vittel - Contrexéville, dont elle est une commune de la couronne,. Cette aire, qui regroupe 72 communes, est catégorisée dans les aires de moins de 50 000 habitants,.

### Occupation des sols
L'occupation des sols de la commune, telle qu'elle ressort de la base de données européenne d’occupation biophysique des sols Corine Land Cover (CLC), est marquée par l'importance des territoires agricoles (91,5 % en 2018), une proportion sensiblement équivalente à celle de 1990 (92,1 %). La répartition détaillée en 2018 est la suivante : 
terres arables (49,1 %), prairies (42,4 %), forêts (4,7 %), zones urbanisées (3,8 %). L'évolution de l’occupation des sols de la commune et de ses infrastructures peut être observée sur les différentes représentations cartographiques du territoire : la carte de Cassini (XVIIIe siècle), la carte d'état-major (1820-1866) et les cartes ou photos aériennes de l'IGN pour la période actuelle (1950 à aujourd'hui).

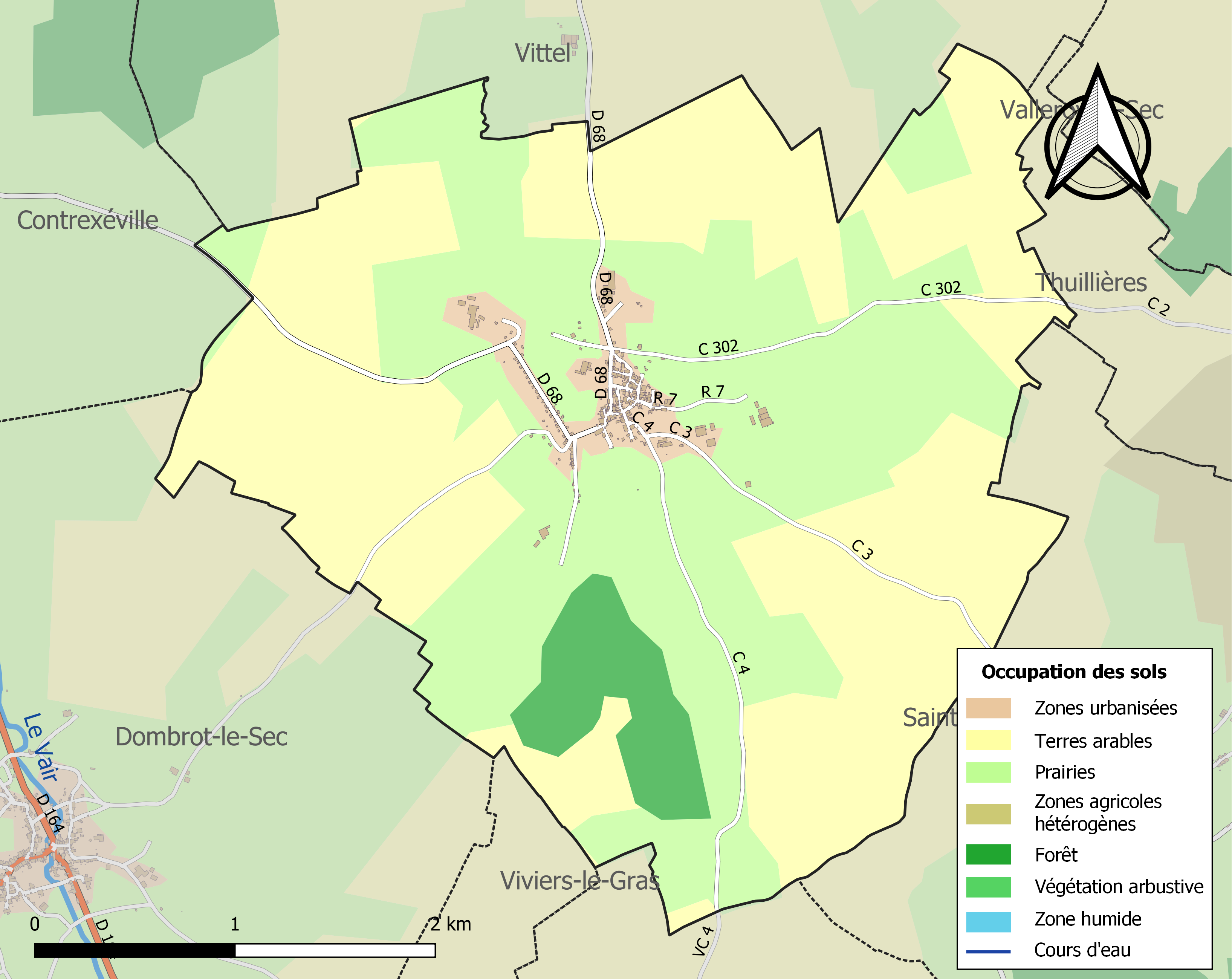
Carte des infrastructures et de l'occupation des sols de la commune en 2018 (CLC).

### Voies de communications et transports

#### Voies routières
- Autoroute A31 : Échangeurs Bulgnéville, Châtenois, Robécourt.

#### Transports en commun

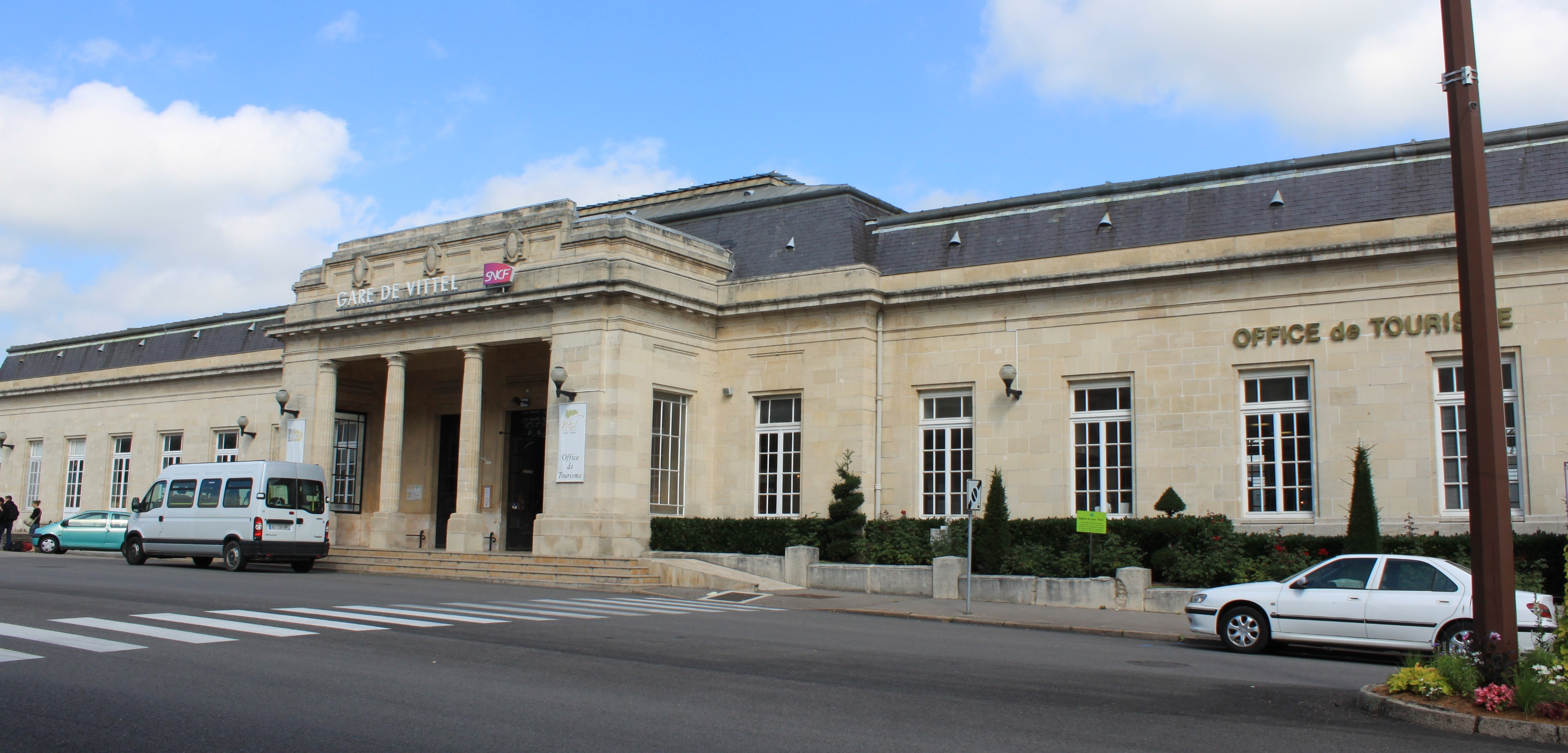
Gare de Vittel.

- Fluo Grand Est.

#### Lignes SNCF
- Gare de Contrexéville
- Gare de Vittel
- Gare de Neufchâteau

## Toponymie
Le nom de la localité est attesté sous les formes ? Legisvilla (vers 1030) ; ? Alodii Lyenivillæ (avant 1124) ; Laneivile (1248) ; Ligneivile (1270) ; « In villa et banno de Lanevile » (1271) ; Ligneville (1276) ; Lignevilla (1334) ; Lignevilla, Lygnevilla (1402) ; Lignieville (1472) ; Legnieville (1494) ; Ligniville (1594) ; Ligeville (XVIIe siècle).

## Histoire
La famille de Lignéville, ou de Ligniville, est l'une des plus anciennes de Lorraine. La terre de Lignéville est passée par les femmes à d'autres maisons : sieur de Tumejus et de Vannes, baron de Villars, sieur de Tantonville, comte d'Autricourt, seigneur d'Autreville en 1670, marquis de Houécourt en 1720.
En 1790, Lignéville est érigée en chef-lieu d'un canton dépendant du district de Darney. En 1801, la commune rejoint le canton de Vittel, dans l'arrondissement de Mirecourt.
La découverte d'un nécropole mérovingienne du cimetière de la chapelle Saint-Basle a été mise à jour à la suite des travaux de terrassement entrepris dans le cadre des travaux de restaurations en 2012.

## Politique et administration
| Période                                  | Période                       | Identité       | Étiquette | Qualité |
| ---------------------------------------- | ----------------------------- | -------------- | --------- | ------- |
| Les données manquantes sont à compléter. |                               |                |           |         |
| mars 2001                                | mars 2008                     | Rémi François  |           |         |
| mars 2008                                | En cours (au 18 février 2015) | Gilbert Bogard |           |         |

### Budget et fiscalité 2022

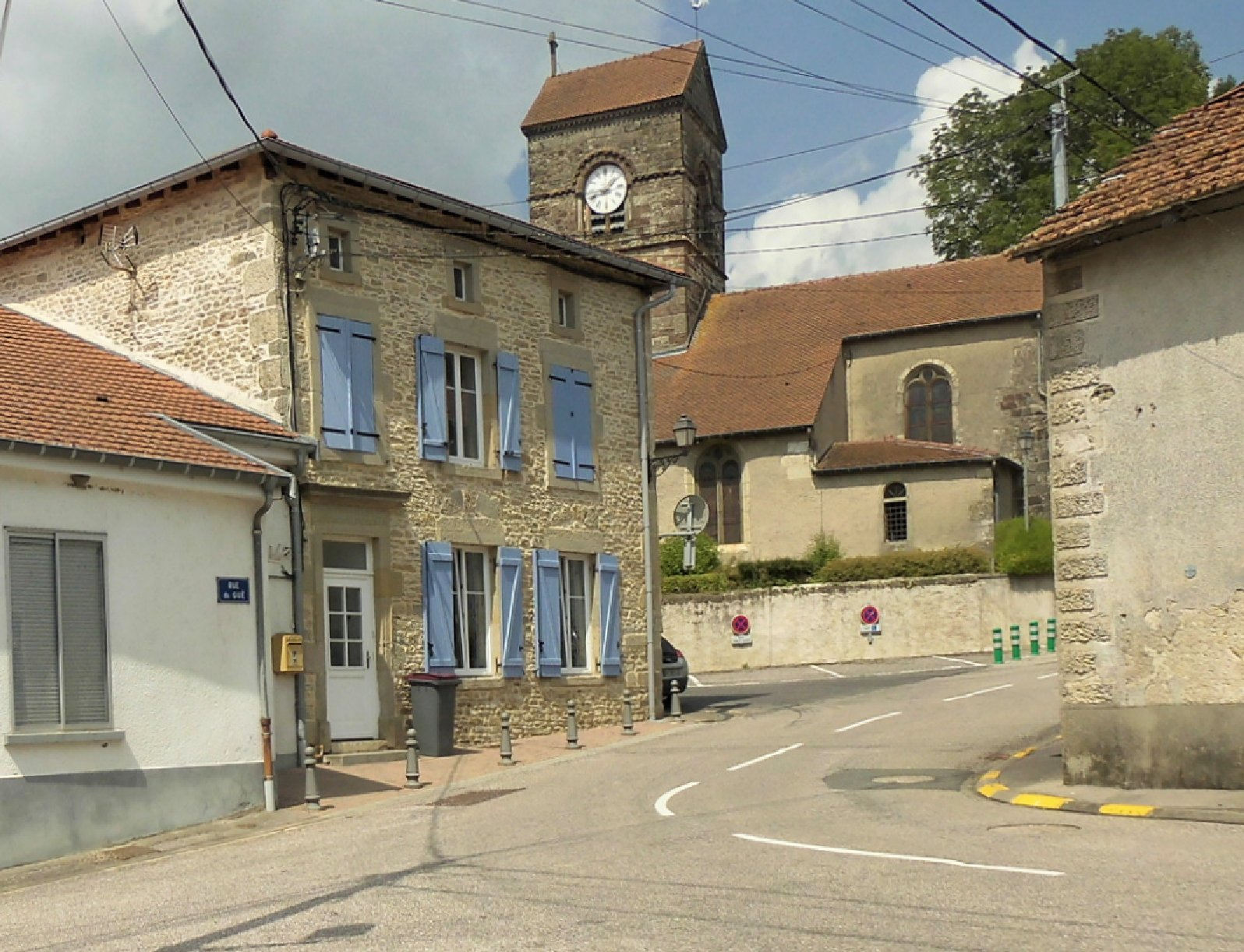
La mairie.

En 2022, le budget de la commune était constitué ainsi :
- total des produits de fonctionnement : 211 000 €, soit 670 € par habitant ;
- total des charges de fonctionnement : 156 000 €, soit 497 € par habitant ;
- total des ressources d'investissement : 254 000 €, soit 810 € par habitant ;
- total des emplois d'investissement : 96 000 €, soit 307 € par habitant ;
- endettement : 286 000 €, soit 911 € par habitant.

Avec les taux de fiscalité suivants :
- taxe d'habitation : 16,49 % ;
- taxe foncière sur les propriétés bâties : 34,36 % ;
- taxe foncière sur les propriétés non bâties : 10,74 % ;
- taxe additionnelle à la taxe foncière sur les propriétés non bâties : 0,00 % ;
- cotisation foncière des entreprises : 0,00 %.

Chiffres clés Revenus et pauvreté des ménages en 2021 : médiane en 2021 du revenu disponible, par unité de consommation : 24 720 €.

### Intercommunalité
La commune a rejoint la Communauté de communes des Vosges Côté Sud Ouest à compter du 26 novembre 2009.

## Population et société

### Démographie

#### Évolution démographique
L'évolution du nombre d'habitants est connue à travers les recensements de la population effectués dans la commune depuis 1793. Pour les communes de moins de 10 000 habitants, une enquête de recensement portant sur toute la population est réalisée tous les cinq ans, les populations de référence des années intermédiaires étant quant à elles estimées par interpolation ou extrapolation. Pour la commune, le premier recensement exhaustif entrant dans le cadre du nouveau dispositif a été réalisé en 2005.

En 2022, la commune comptait 300 habitants, en évolution de −5,06 % par rapport à 2016 (Vosges : −2,96 %, France hors Mayotte : +2,11 %).
| 1793 | 1800 | 1806 | 1821 | 1831 | 1836 | 1841 | 1846 | 1856 |
| ---- | ---- | ---- | ---- | ---- | ---- | ---- | ---- | ---- |
| 588  | 608  | 593  | 578  | 636  | 598  | 576  | 554  | 491  |

| 1861 | 1866 | 1876 | 1881 | 1886 | 1891 | 1896 | 1901 | 1906 |
| ---- | ---- | ---- | ---- | ---- | ---- | ---- | ---- | ---- |
| 482  | 484  | 455  | 430  | 444  | 413  | 392  | 408  | 411  |

| 1911 | 1921 | 1926 | 1931 | 1936 | 1946 | 1954 | 1962 | 1968 |
| ---- | ---- | ---- | ---- | ---- | ---- | ---- | ---- | ---- |
| 402  | 333  | 307  | 327  | 319  | 295  | 298  | 291  | 272  |

| 1975 | 1982 | 1990 | 1999 | 2005 | 2006 | 2010 | 2015 | 2020 |
| ---- | ---- | ---- | ---- | ---- | ---- | ---- | ---- | ---- |
| 288  | 310  | 323  | 309  | 300  | 298  | 308  | 313  | 302  |

| 2022 | - | - | - | - | - | - | - | - |
| ---- | - | - | - | - | - | - | - | - |
| 300  | - | - | - | - | - | - | - | - |

### Enseignement
Établissements d'enseignements :
- Écoles maternelles et primaires à Dombrot-le-Sec, Vittel, Viviers-le-Gras, Contrexéville, Haréville.
- Collèges à Vittel, Contrexéville, Mandres-sur-Vair, Martigny-les-Bains, Monthureux-sur-Saône.
- Lycées à Contrexéville, Mandres-sur-Vair, Mirecourt, Harol.

### Santé
Professionnels et établissements de santé :
- Médecins à Vittel, Contrexéville, Bulgnéville, Remoncourt, Darney, Martigny-les-Bains.
- Pharmacies à Vittel, Contrexéville, Bulgnéville, Remoncourt, Darney, Martigny-les-Bains.
- Hôpitaux à Vittel, Lamarche, Mattaincourt, Ville-sur-Illon.

### Cultes
- Culte catholique, Paroisse Saint-Basle-de-la-Plaine[30], Diocèse de Saint-Dié.

## Économie

### Entreprises et commerces

#### Agriculture
- Élevage de vaches laitières.
- Élevage d'autres bovins et de buffles.
- Élevage de chevaux et d'autres équidés.
- Exploitation forestière.

#### Tourisme
- Hébergements et restauration à Vittel, Contrexéville, Bulgnéville, Dombasle-devant-Darney, Monthureux-sur-Saône.

#### Commerces
- Commerces et services de proximité.

## Culture locale et patrimoine

### Lieux et monuments

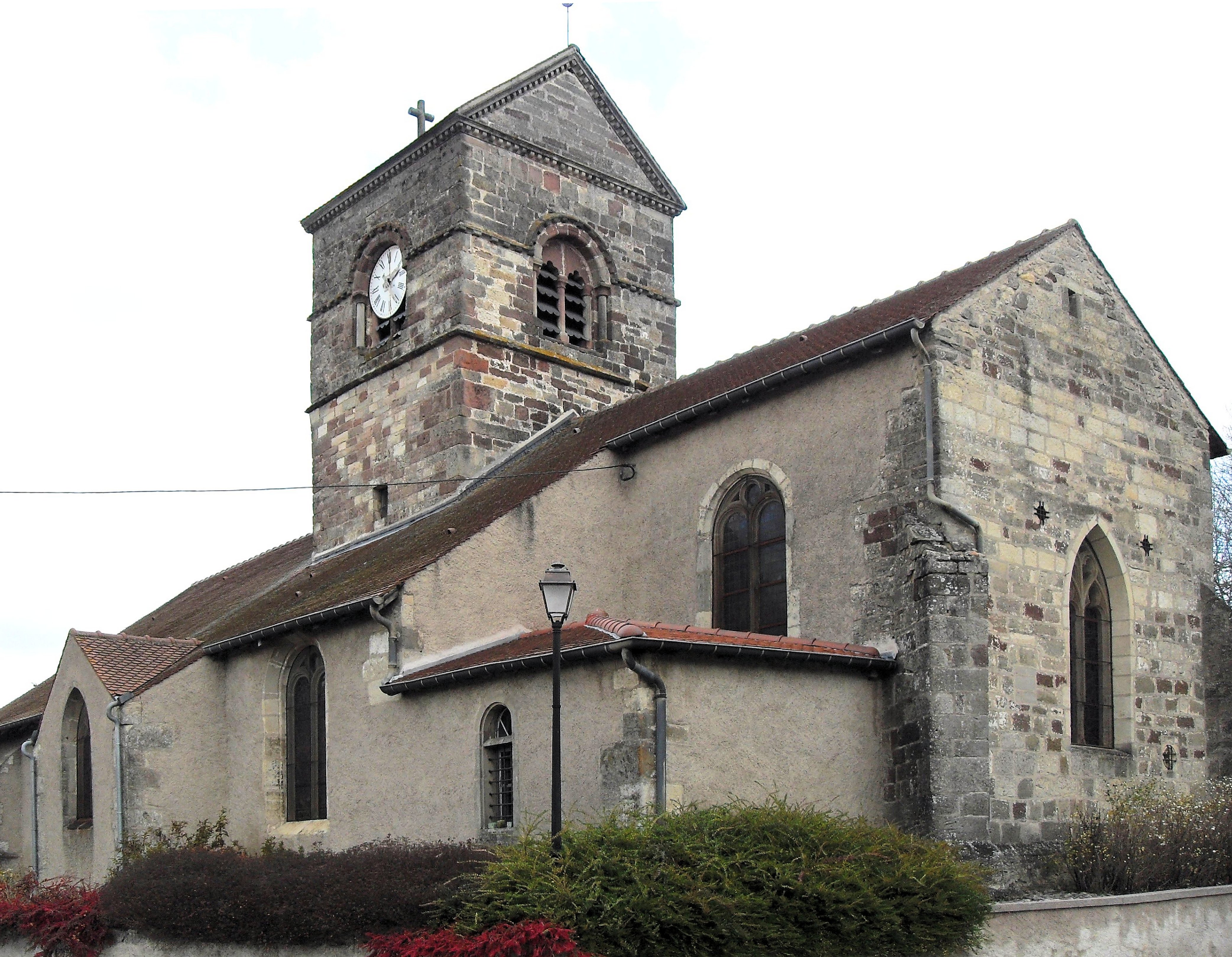
Église Saint-Pierre-ès-Liens (2009).
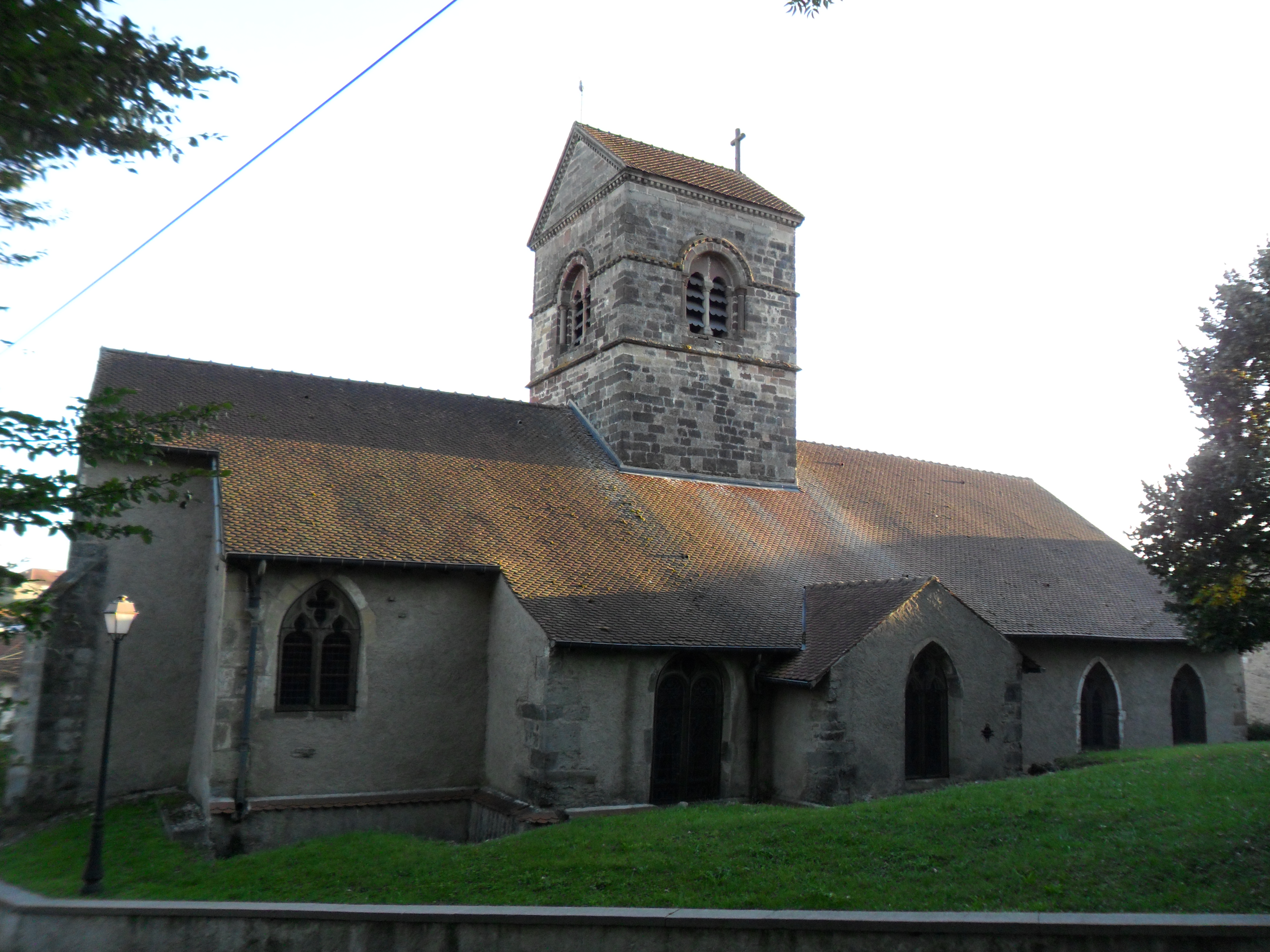
Église Saint-Pierre-ès-Liens (2011).
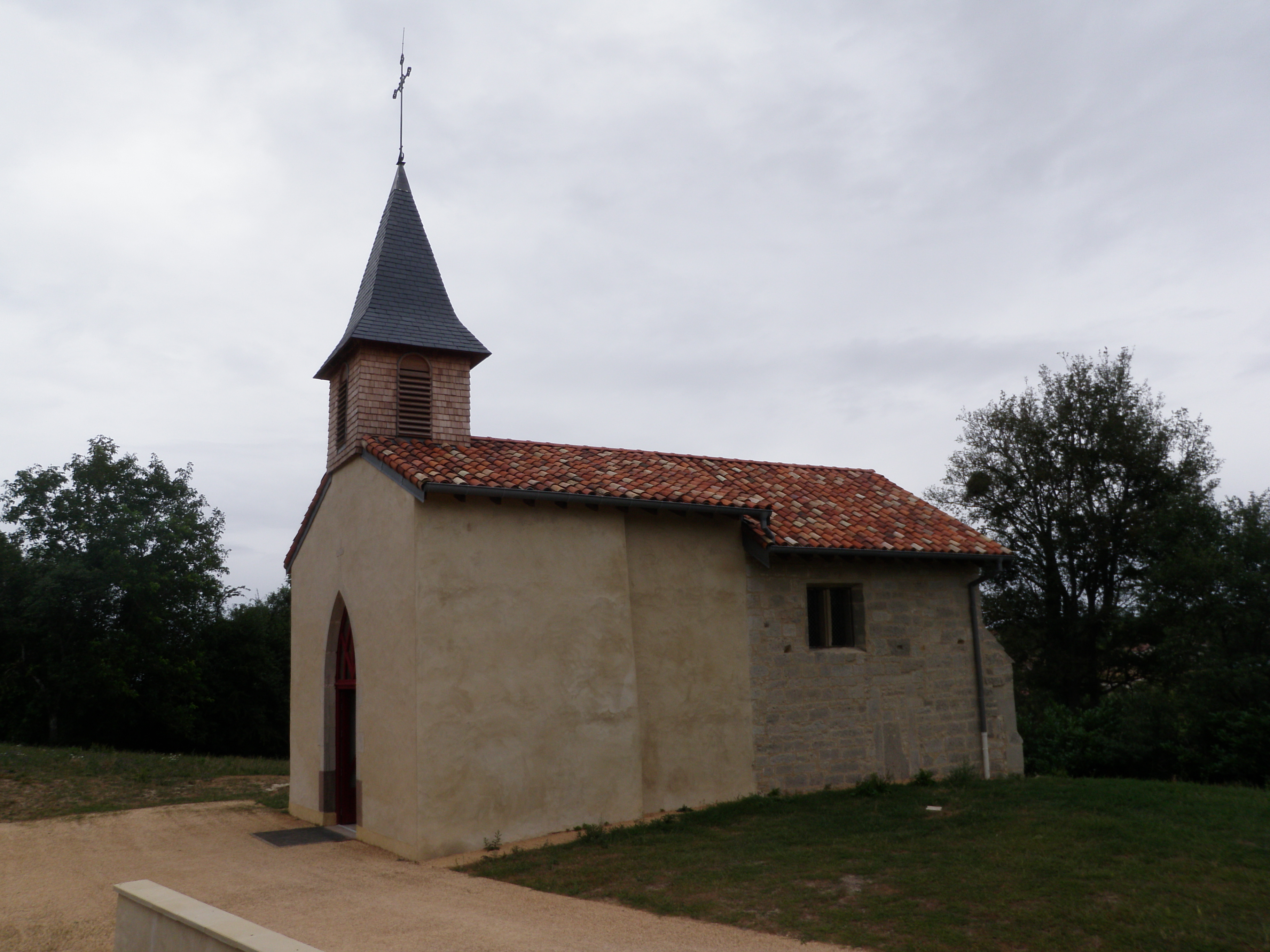
Chapelle Saint-Basle (2015).
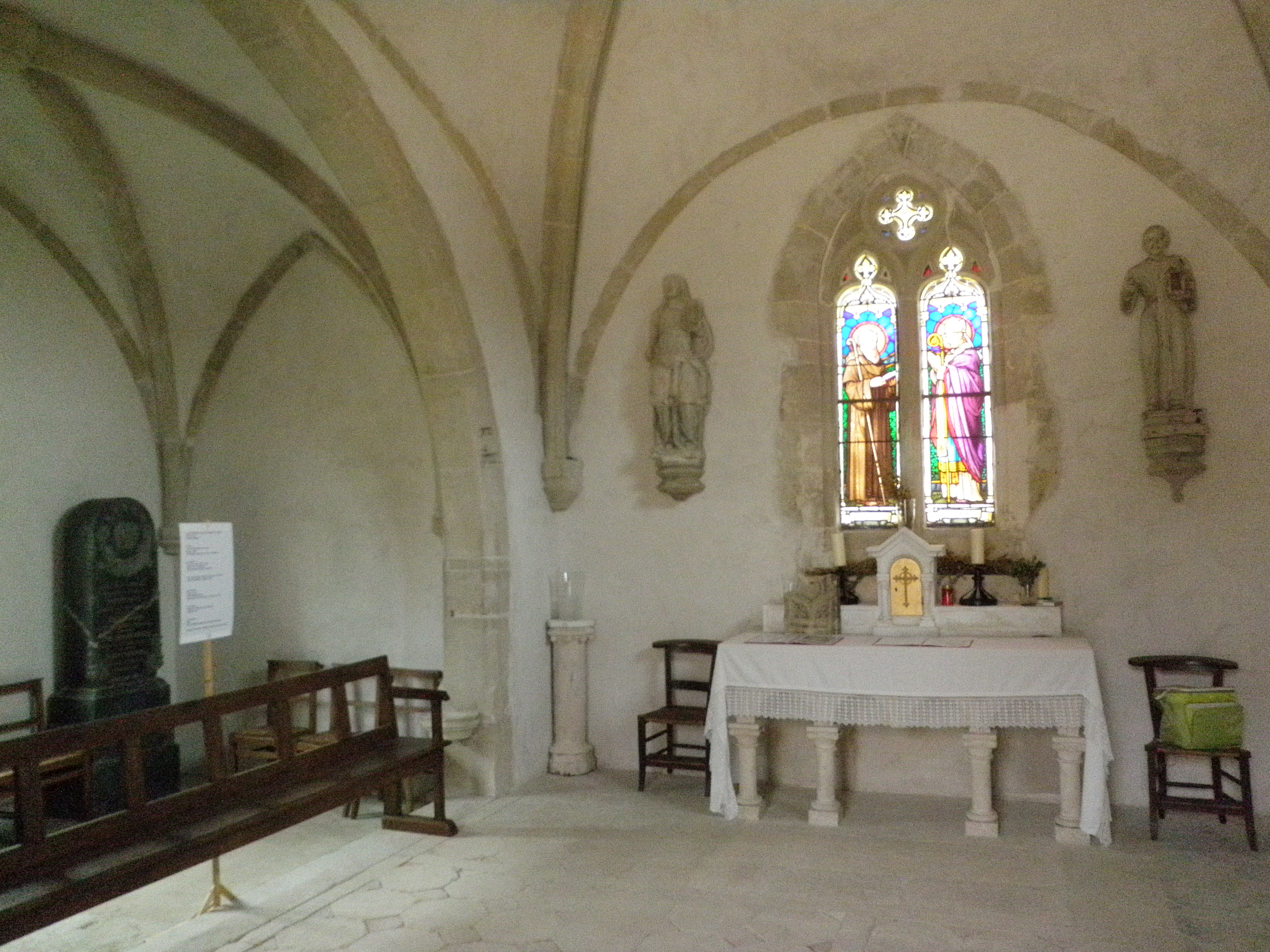
Chapelle Saint-Basle (2015).

- Église Saint-Pierre-ès-Liens[31]inscrite dans son ensemble sur l'Inventaire supplémentaire des monuments historiques depuis le 2 décembre 1948[32].

Seul le clocher date de l'époque romane. Il s'élève sur l'avant-dernère travée de la grande nef, en avant du choeur. Nombreuses photos couleurs sur le site Patrimoine de Lorraine.
Objets mobiliers inscrits :
- chaire à prêcher.
- tableau et son cadre Vierge à l'Enfant.

On trouve dans cette église de nombreux objets classés :
- dalle funéraire de Béatrix d'Anglure morte en 1556 ;
- statue équestre de saint Georges ;
- statue de sainte Anne ;
- deux statues de Vierge à l'Enfant,.

- Chapelle Saint-Basle :

contenant une statue classée de Vierge de Pitié.
un abri a été réalisé pour présenter les trois sarcophages découverts lors de la réhabilitation de la chapelle,.
- Monument aux morts[45],[46].
- Patrimoine architectural rural recensé par le service de l'Inventaire général du patrimoine culturel[47].

### Personnalités liées à la commune
- Mme de Lignéville, qui était à la Cour de Lunéville au temps de Stanislas Leszczyński[48].
- Joseph Clément Poullain - Grandprey (1744-1826), député des Vosges à la Convention nationale. Parallèlement à  sa belle carrière politique locale et nationale, Joseph Clément Poullain Grandprey fut un franc-maçon très actif dans les Vosges. Il réveilla la seconde loge maçonnique Saint-Jean le Parfait Désintéressement à l'Orient de Mirecourt en 1768, puis fut fondateur des loges néocatriennes "Le roi Stanislas" en 1785 et "La Paix" en 1801[49].
- Hubert Pyrot, homme politique né le 12 février 1758 à Ligneville (Vosges) et décédé le 13 août 1834 à Metz (Moselle).
- Anne-Catherine Helvétius de Ligniville d'Autricourt

### Héraldique, logotype et devise
| Blason | Blasonnement : Losangé d’or et de sable. Commentaires : Il s’agit du blason de la famille de Lignéville, d’ancienne chevalerie. Cette famille est l’une des quatre familles dites « Grands chevaux de Lorraine ». |

## Pour approfondir